# Llengües bantoides
Les llengües bantoides són una branca proposada de les llengües Benué-Congo, subfamília de les llengües nigerocongoleses.

## Classificació
El terme "bantoide" va ser usat per primera vegada per Krause en 1895, per referir-se a llengües que mostraven algunes semblances amb el vocabulari de les llengües bantus. Greenberg en el seu llibre The Languages of Africa (1963) va definir el "bantoide" com un grup que al qual pertany el bantu estricte juntament amb els seus parents més propers; és en aquest sentit com se segueix usant el terme actualment.
Williamson (1989) basant-se en un treball previ de Blench (1987) va presentar una proposta de classificació interna de les llengües bantoides en dos grups:
- Bantoide septentrional, que incloïa a les llengües mambiloides i dakoides, així com altres grups menors.
- Bantoide meridional, que incloïa la resta de llengües bantoides, entre elles les llengües bantus.

Ethnologue usa aquesta classificació, encara que s'ha posat en dubte la validesa del grup septentrional com a unitat filogenètica vàlida, de fet alguns autors exclouen del grup bantoide a les llengües dakoides. D'altra banda el grup meridional sembla ben fonamentat i inclou com una branca més al grup nombrós de llengües bantus.

## Comparació lèxica
Els numerals para diferents llengües bantoides són:
| GLOSA | Bantoide N.    | Bantoide N. | Bantoide S.  | Bantoide S.             | Bantoide S.   | Bantoide S.       | PROTO- BANTOIDE | PROTO- CROSS |
| GLOSA | PROTO- MAMBIL. | DAKA        | PROTO- BENDI | PROTO- BEBOIDE- TIVOIDE | PROTO- EKOIDE | PROTO- BANTU      | PROTO- BANTOIDE | PROTO- CROSS |
| ----- | -------------- | ----------- | ------------ | ----------------------- | ------------- | ----------------- | --------------- | ------------ |
| '1'   | *mwe-/ *cen-   | nòòní       | *-kin        | *mɔ(m)                  | *-ʤi          | *-mòì             | *moi / *ɗi      | *-ɗĩ         |
| '2'   | *βaɾi          | bààrá       | *-ɸa         | *ɸai                    | *-βaɾ         | *-bàdɪ́            | *βadi           | *-βari       |
| '3'   | *taːɾ          | tárā        | *-cia        | *tati                   | *-sa          | *-tátʊ̀            | *tati           | *-tarĩ       |
| '4'   | *naː-          | nààsá       | *-ne         | *nai                    | *-ne          | *nàì              | *nai            | *-nai        |
| '5'   | *can-          | túùná       | *-tiaŋ       | *tiaŋ                   | *-ɾɔːn        | *-tâːnò ~ *-câːnò | *cʲan           | *-tiã(ŋ)     |
| '6'   | *5+1           | túnìn       | *5+1         | *3+3                    |               |                   | *5+1            | *5+1         |
| '7'   | *5+2           | dùtím       | *5+2         | *sima/ *3+4             |               |                   | *5+2            | *5+2         |
| '8'   | *5+3           | 7+1         | *5+3         | *ɲani                   | *4+4          |                   | *4+4/ *5+3      | *5+3         |
| '9'   | *5+4           | kúūm        | *5+4         |                         |               |                   | *5+4            | *5+4         |
| '10'  |                | 9+1         | *lifo        | *pu-                    | *wobo         | *kʊ́mɪ̀             |                 | *-ɗi-ob      |